# Silvretta-Stausee
Der Silvretta-Stausee liegt in den österreichischen Alpen im Bundesland Vorarlberg in der Silvretta-Gruppe.

## Lage
Der 1,31 km² große Stausee (Oberfläche bei Stauziel) liegt knapp unterhalb der Bielerhöhe (2037 m ü. A.) auf einer Seehöhe von 2030 m in einer Senke der Silvretta, dem ehemaligen Ochsenboden. Über den östlichen Staudamm verläuft die Landesgrenze zwischen Tirol und Vorarlberg. Das Klostertal und das Ochsental liegen südlich, die Lobspitzen westlich (höchste Lobspitze ist die Hintere Lobspitze, 2873 m) und die Vermuntalpe westlich des Sees. Die Ill entspringt dem nahe gelegenen Ochsentaler Gletscher und dem Vermuntgletscher, durchfließt das Ochsental und ergießt sich in den Stausee. Der das Klostertal durchfließende Bach mündet ebenfalls in den See. Weiters wird das Wasser des Tiroler Bieltalbaches im Bieltal gefasst und unter dem Massiv des den Stausee östlich begrenzenden Hohen Rads hindurch in den Silvretta-Stausee geleitet.

## Geschichte
Der Silvretta-Stausee ist der höchstgelegene Stausee der illwerke vkw AG. Im Jahr 1938 wurde mit dem Bau der drei Absperrbauwerke begonnen. Der erste Teilstau erfolgte 1943, der erste Vollstau 1951. Beim Bau in der NS-Zeit waren viele Kriegsgefangene und Zwangsarbeiter eingesetzt. Oberhalb des Stausees steht eine kleine Kapelle (Barbarakapelle) mit Gedenktafeln für die beim Bau Verunglückten.
Von 2009 bis 2012 fanden umfangreiche Erhaltungs- und Erneuerungsmaßnahmen an den über 60 Jahre alten Staumauern statt. Diese umfassten im Wesentlichen die Montage von Dichtfolien an der Wasserseite und die Erneuerung der Mauerkronen. Die Gesamtkosten beliefen sich auf rund 30 Millionen Euro.
Das Ziel war die langfristige Erhaltung der Funktionstüchtigkeit der Staumauern. Die Maßnahmen umfassten weiterhin die Erneuerung der Abdichtung im Gründungsbereich durch Mauer- und Untergrundinjektionen, die Erhaltungsmaßnahmen an der Luftseite der Staumauer, sowie die Erneuerung der stahlwasserbaulichen Absperrorgane und Einlaufrechen der Triebwasserführung und der Grundablässe, als das Wasser im Frühjahr 2011 vollständig abgelassen war.

## Technische Daten
- Einzugsgebiet: 45 km² (ehemals 10 km², 2022 nur noch 6,5 km²[2] vergletschert)
- Stauvolumen: 38,6 Mio. m³
- Gespeicherte Energie: 134,7 Mio. kWh (484,9 TJ)
- Wasserdarbietung im Regeljahr 80 Mio. m³
- Stauziel: 2030 m ü. A.
- Absenkziel: 1986 m ü. A.[1]

## Absperrbauwerke
Zwei Staumauern und ein Staudamm begrenzen den See:
Hauptmauer
Im Nordwesten steht die Hauptmauer mit Hochwasserentlastung, Grundablass und Umlaufstollen. Die Gewichtsstaumauer mit einer maximalen Höhe von 80 m und einer Kronenlänge von 432 m hat 407.000 m³ Betoninhalt.
Seitenmauer
Ebenfalls im Nordwesten, südlich der Hauptmauer, steht die kleinere Seitenmauer mit einer zusätzlichen Hochwasserentlastung. Die Gewichtsstaumauer hat eine maximale Höhe von 31 m, eine Kronenlänge von 140 m und 18.400 m³ Betoninhalt.
Bielerdamm
Im Nordosten, auf einer mächtigen Grundmoräne des Vermuntgletschers, liegt der 25 m hohe Bielerdamm, ein Erddamm mit einem Inhalt von 342.000 m³. Die größte Breite am Fuß beträgt 121 m, die Kronenlänge 733 m. Die Dichtung erfolgt durch einen Betonkern mit 18.400 m³ Inhalt. Wasserseitig wird der Damm durch 33.000 m³ Steinwurf geschützt.

## Tourismus
Direkt oberhalb der Passhöhe gibt es mit dem Berggasthof „Piz Buin“ und dem Hotel „Silvrettahaus“ zwei Übernachtungsmöglichkeiten, die sowohl im Sommer als auch im Winter geöffnet sind. Unterhalb der Staumauer befindet sich mit dem Madlenerhaus eine weitere Unterkunft.

### Sommer
Im Sommerhalbjahr ist der Silvretta-Stausee über die mautpflichtige Silvretta-Hochalpenstraße zu erreichen. Zudem bestehen Busverbindungen aus Richtung Paznauntal (Juni bis September) und aus Richtung Montafon (Juni bis Oktober) zum Stausee. Etwa von Mitte Juni bis Mitte Oktober ist das am Nordende der Hauptstaumauer gelegene, von der Golm Silvretta Lünersee Tourismus GmbH betriebene Großrestaurant „Silvrettasee“ tagsüber geöffnet.
- Um den See führt ein gut befestigter Wanderweg, der über die Staumauer, den Bielerdamm und über die großen Zuflüsse führt. Für eine Runde um den See braucht man etwas mehr als zwei Stunden. Alternativ steht für den weiteren Aufstieg ins Gebirge oder für die Wanderung um den See ein gekennzeichneter Umgehungsweg zur Verfügung. Er führt vom Silvrettahaus bzw. Restaurant Silvretta durch das Silvrettadorf vorbei am Madlenerhaus zur Seitenmauer. Dieser Wanderweg überbrückt mit leichten Steigungen die Höhe vom Mauerfuß (Haltestelle „Madlenerhaus“) bis zur Mauerkrone und ist auch für Kinder geeignet.
- Von Anfang Juli bis Ende September verkehrte auf dem Stausee das Motorboot Silvretta. Eine Bootsrundfahrt war ab dem Anleger unterhalb des Restaurants Silvrettasee möglich. Auf der Mitte der Wanderstrecke befindet sich eine Anlegestelle für das Boot, sodass man die Hälfte mit dem Boot und die andere Hälfte zu Fuß zurücklegen konnte. Das Boot war das einzige in Europa, das in über 2000 m Höhe zur kommerziellen Schifffahrt verwendet wurde.[4] Der Betrieb des Bootes Silvretta wurde im Jahr 2011 aufgrund eines Motorschadens eingestellt.[5]
- Das Fischen im See ist mit einer zu erwerbenden Lizenz möglich. Die Erlaubnis kann (auch) an den Mautstellen erworben werden.[6]
- Seit Sommer 2019 sind an der max. etwa 55 m hohen Luftseite der Hauptstaumauer verschiedene Klettersteige installiert.

### Winter
Im Winter sind der Silvretta-Stausee und das Ski- und Tourengebiet Bielerhöhe von Partenen über die Vermuntbahn, einer Seilbahn, von deren Bergstation es mit Kleinbussen durch den Trominier-Tunnel weitergeht, zu erreichen.
- Bei Winterwanderungen sind aktuelle Beschilderungen und Informationen zu beachten. Die Stege über den Klostertaler Bach und die junge Ill werden wegen des Schneedrucks und der Lawinengefahr jeweils vor dem Winter abgebaut. Infolge der hohen Wasserentnahme oder -zufuhr durch das neue Obervermuntwerk II friert der See, auf dem früher Langlaufloipen angelegt waren, und dessen bislang völlig zugefrorene Oberfläche einen im untersten Teil relativ lawinensicheren Zugang zur Wiesbadener Hütte und ins Klostertal erlaubte, im Nordteil nun nicht mehr zu. Deshalb gibt es nun südlich der Staumauern einen kurzen Tunnel, der die gefährlichsten Steilhänge der Lobspitzen durchquert.

## Bilder

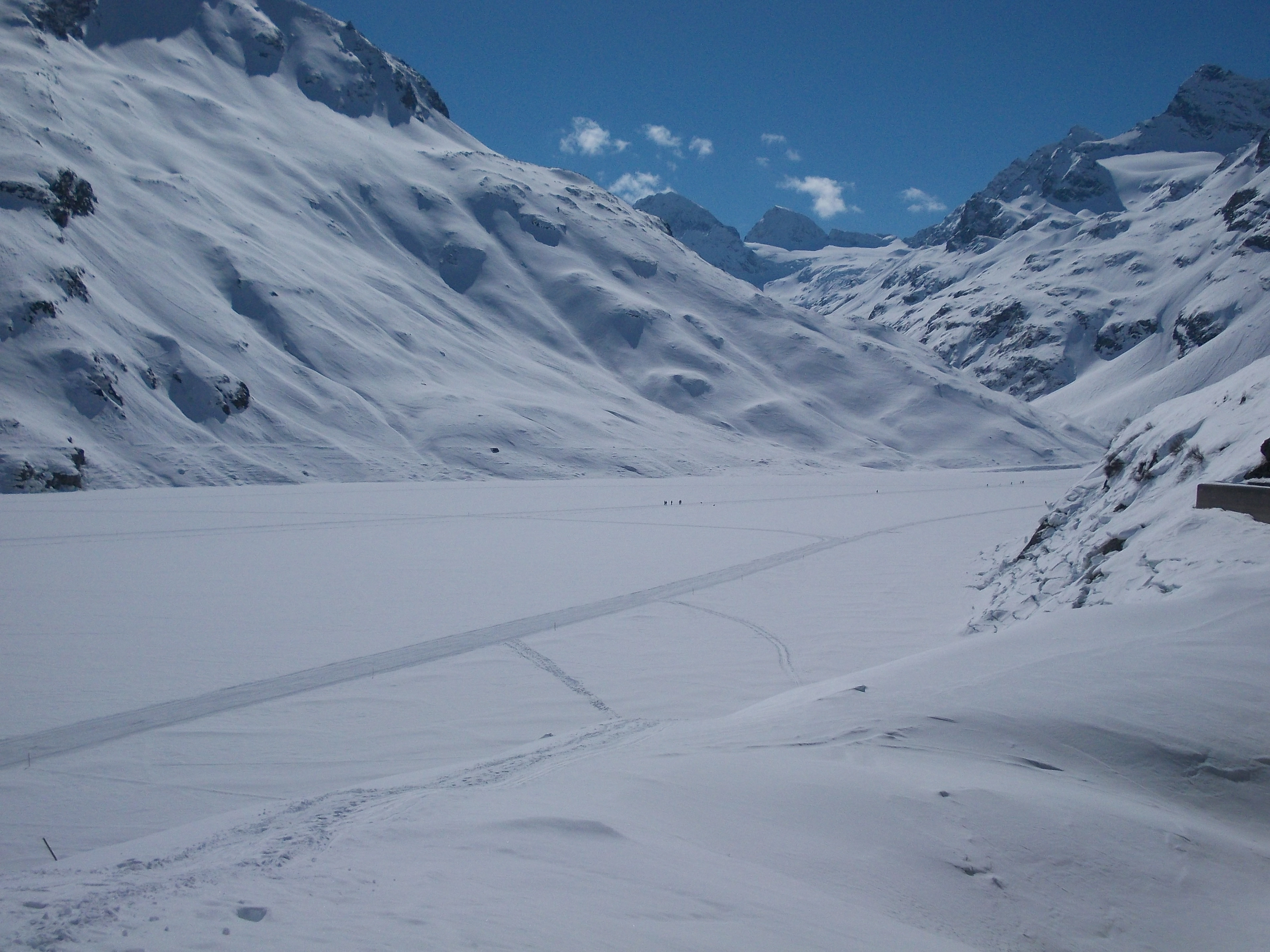
Zugefrorener Silvrettasee mit Loipen vor Inbetriebnahme des Obervermuntwerkes II
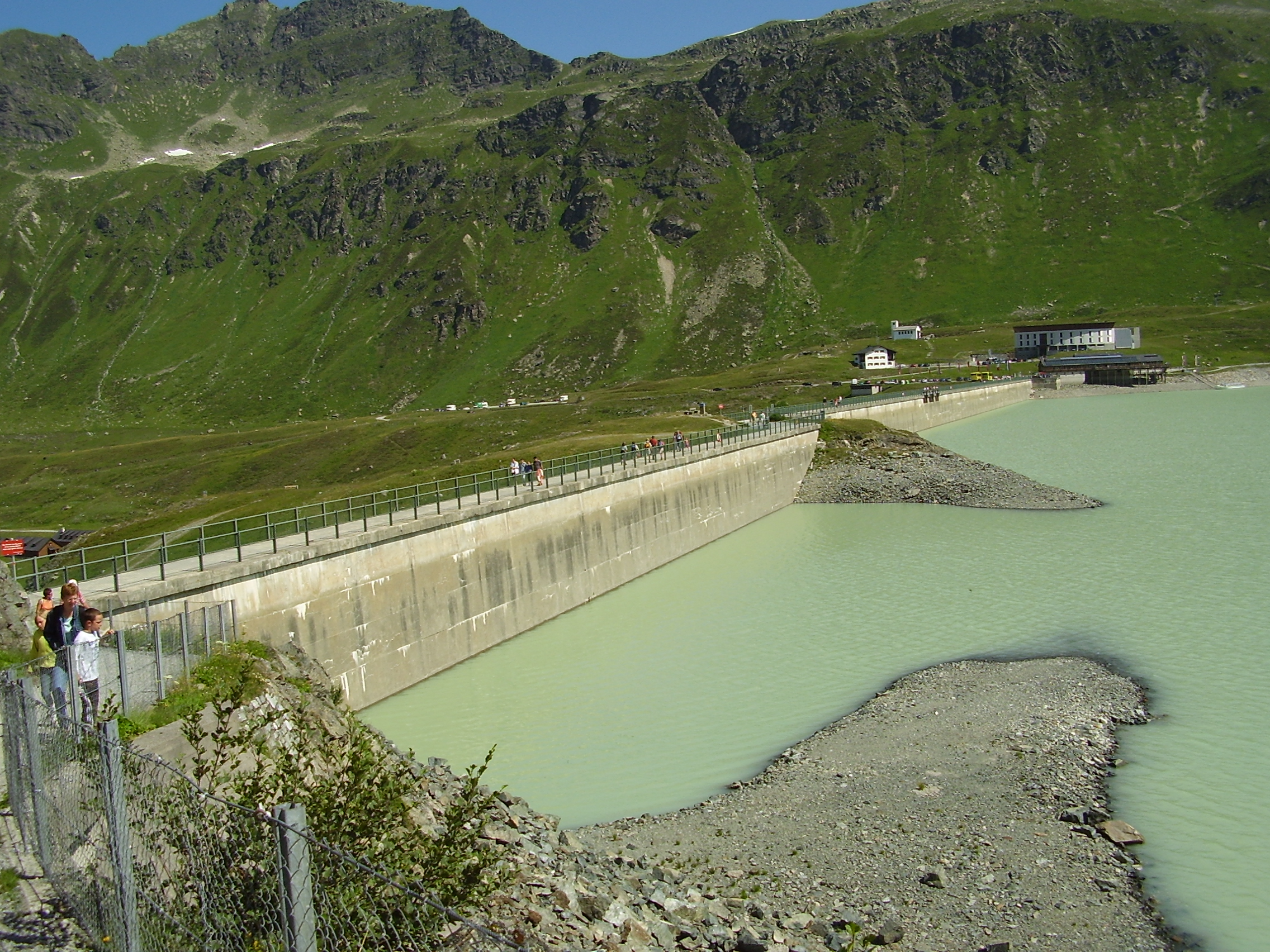
Westliche Staumauern mit Stauseewärterhaus und Barbarakapelle, Hotel „Silvrettahaus“ (großes, weißes Gebäude) und Restaurant „Silvrettasee“ (vor Silvrettahaus)
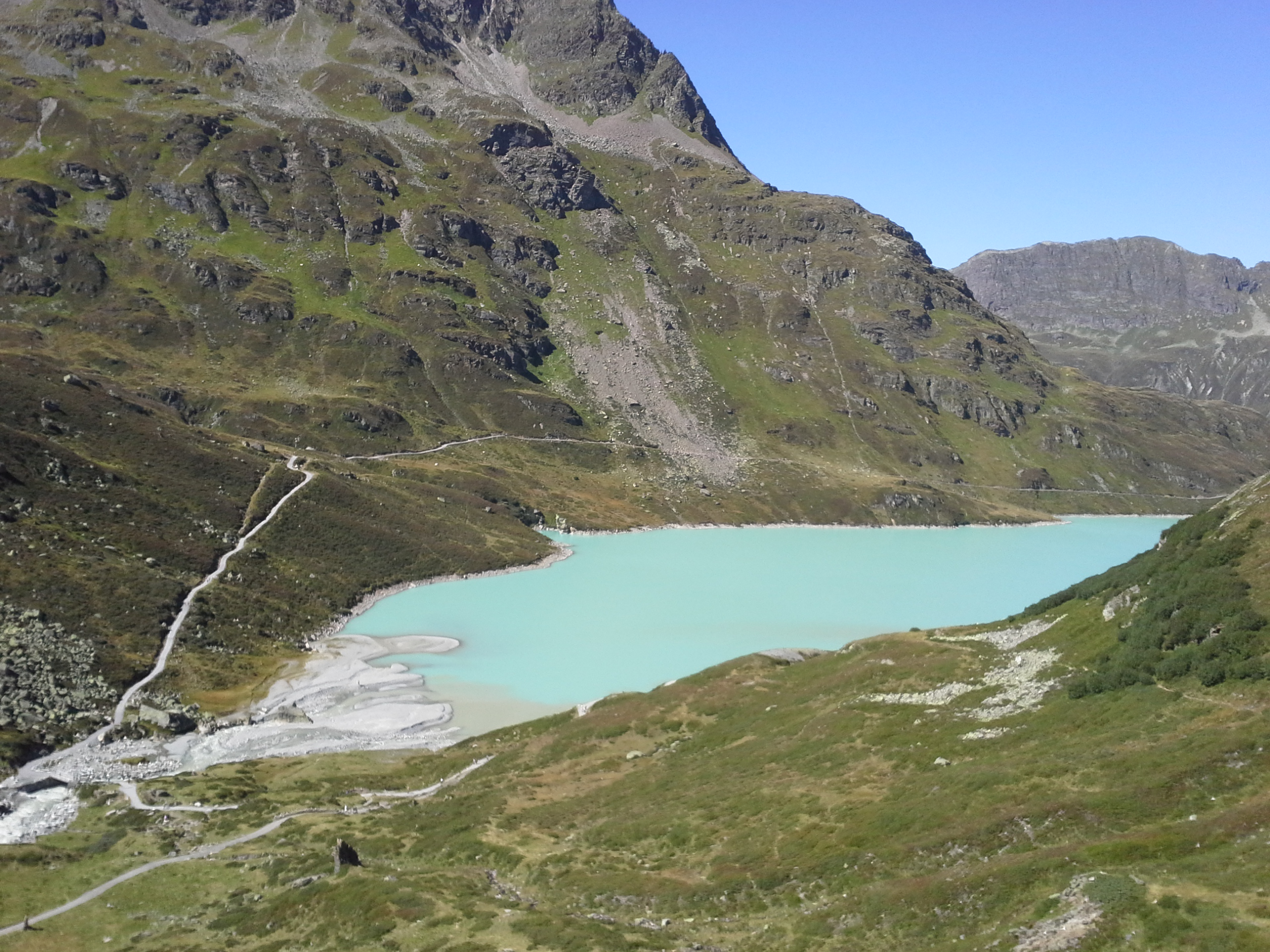
Zufluss ab Ochsental
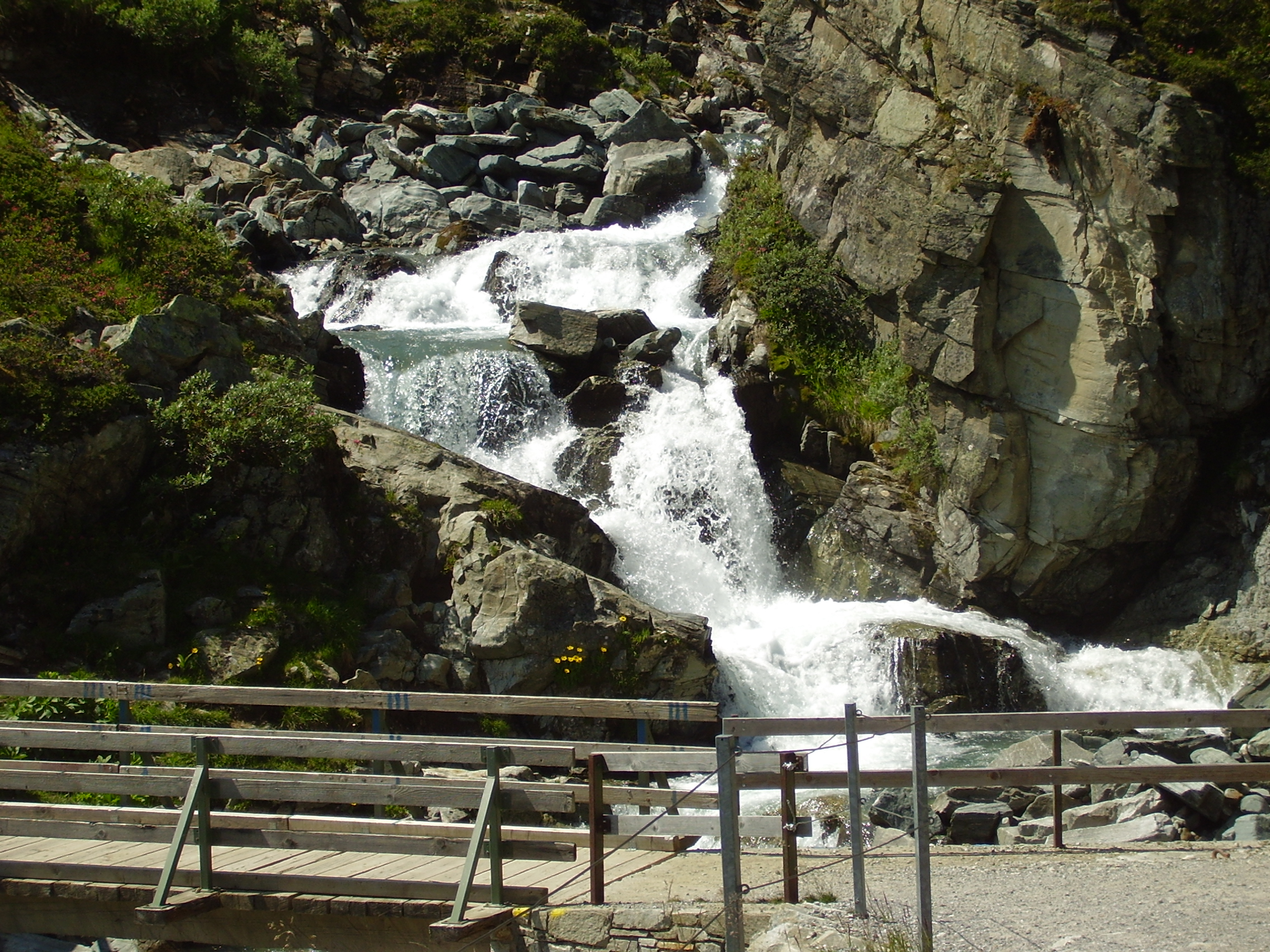
Zufluss Klostertalbach
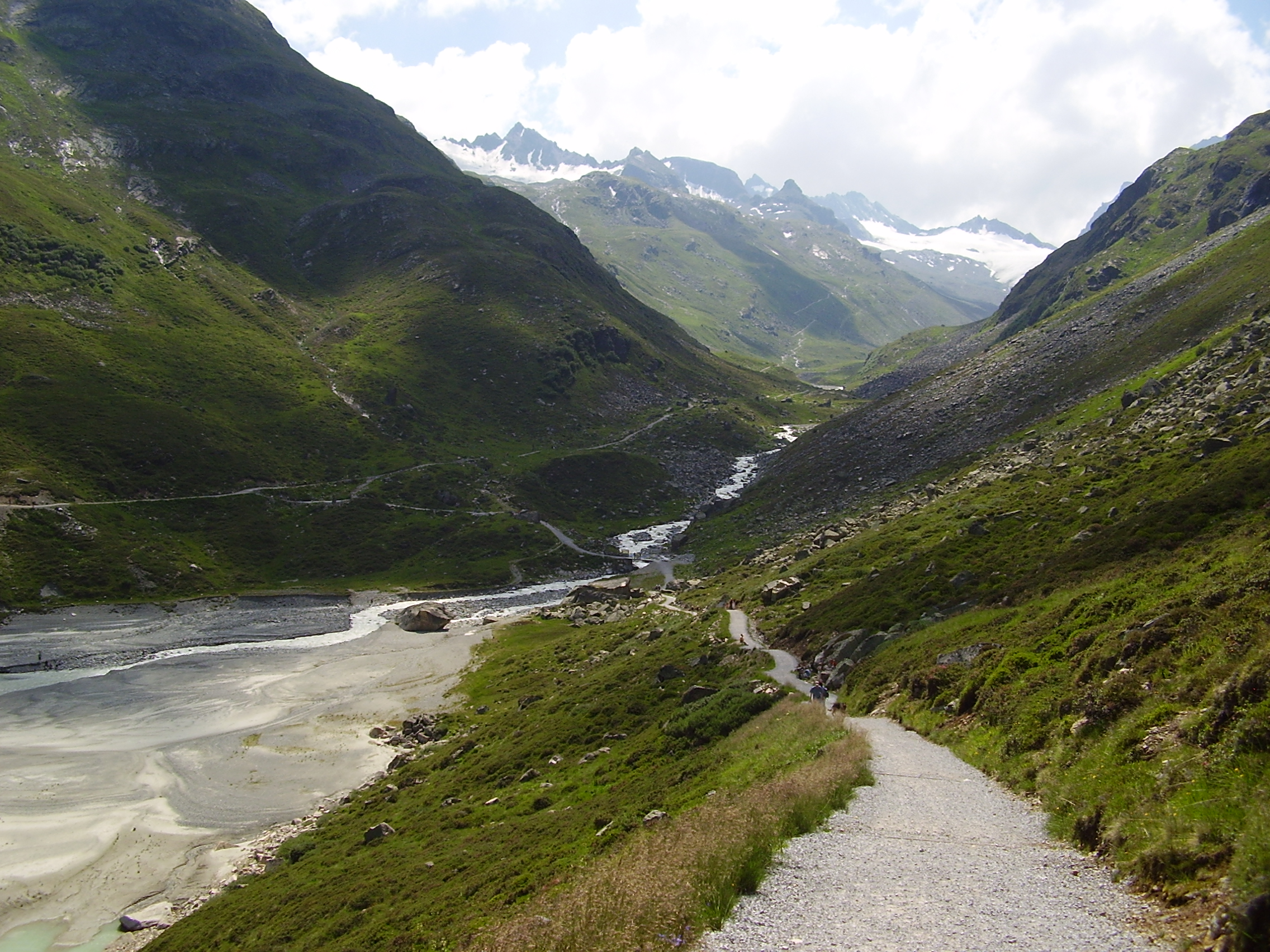
Ill-Einmündung
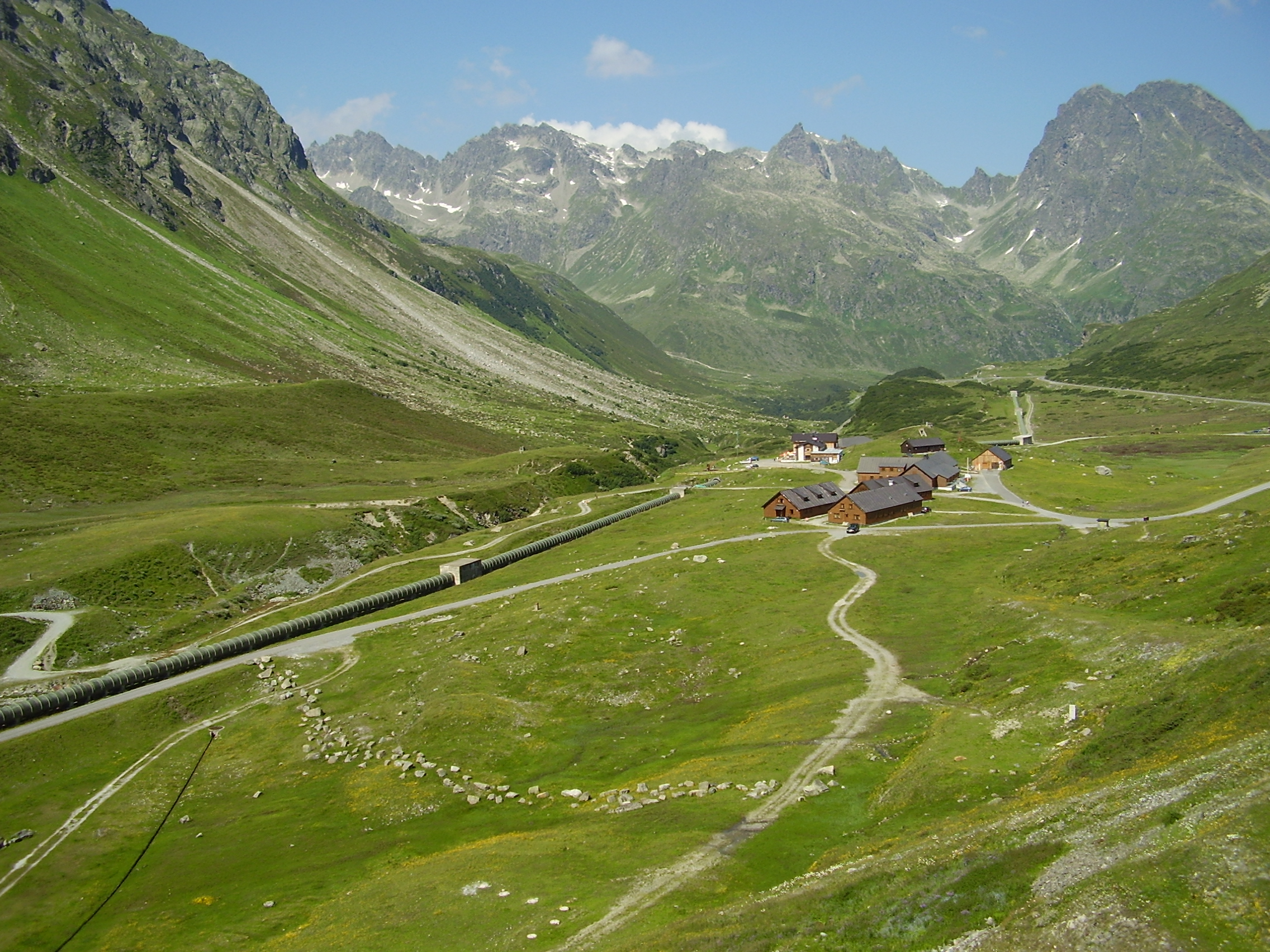
Bis 2021 abgebaute Druckrohrleitung zum Obervermuntwerk I mit Silvrettadorf (vorn) und Madlenerhaus. Hochmaderer (2823 m) rechts.
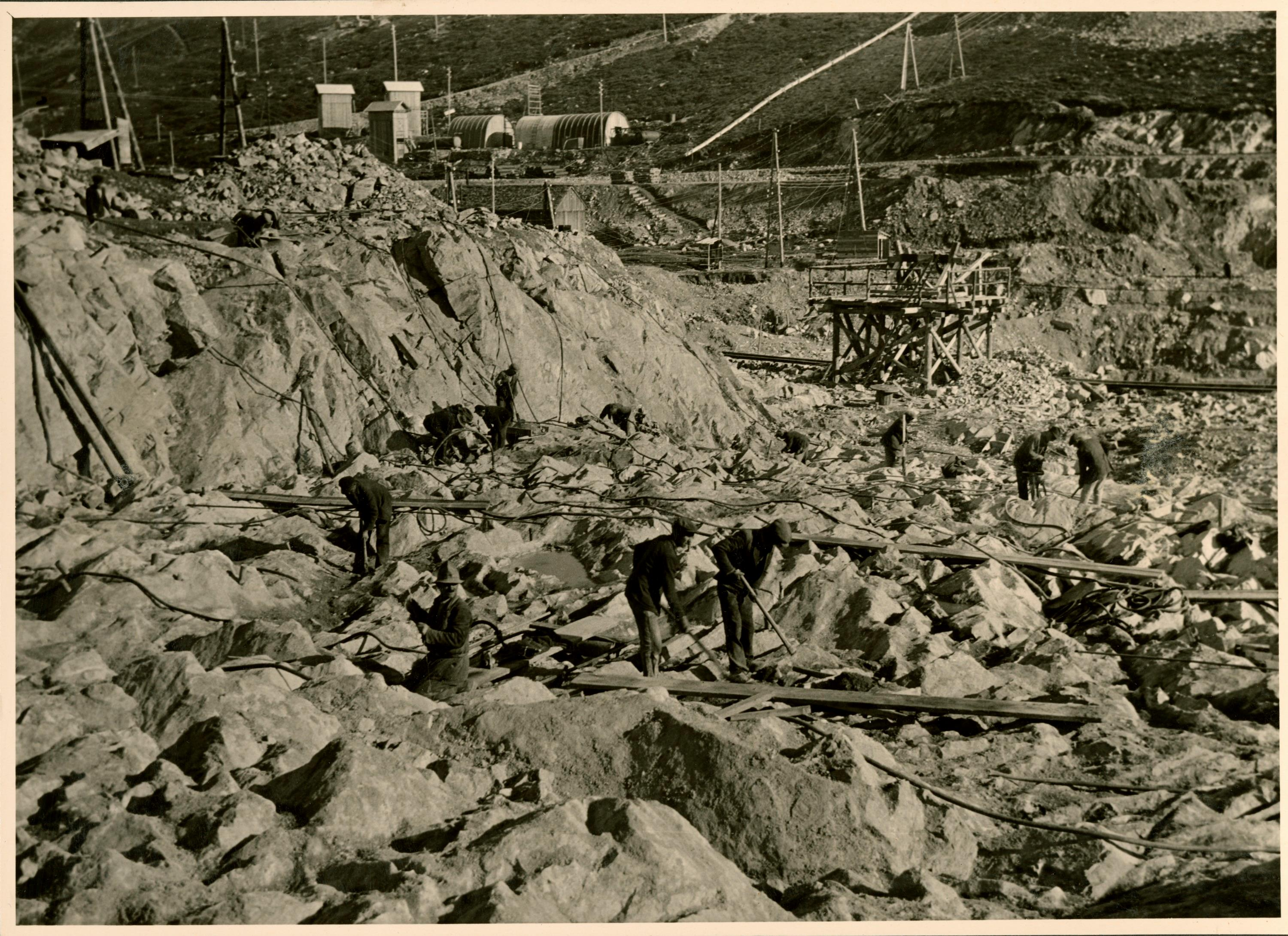
Vorbereitung der Felssohle vor Beginn der Betonierung
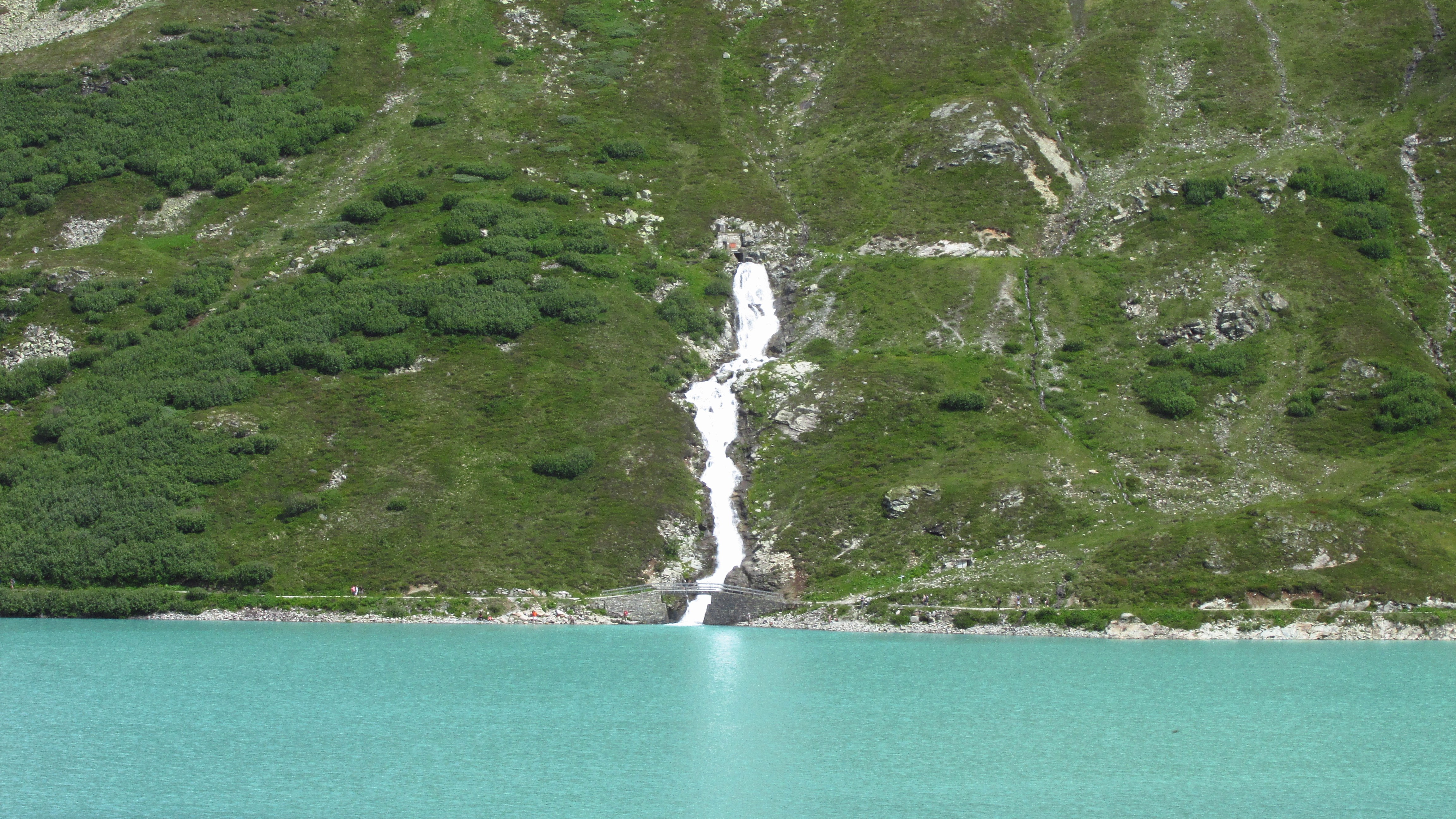
Die Überleitung aus dem Bieltal führt an einem Sommertag reichlich Wasser.
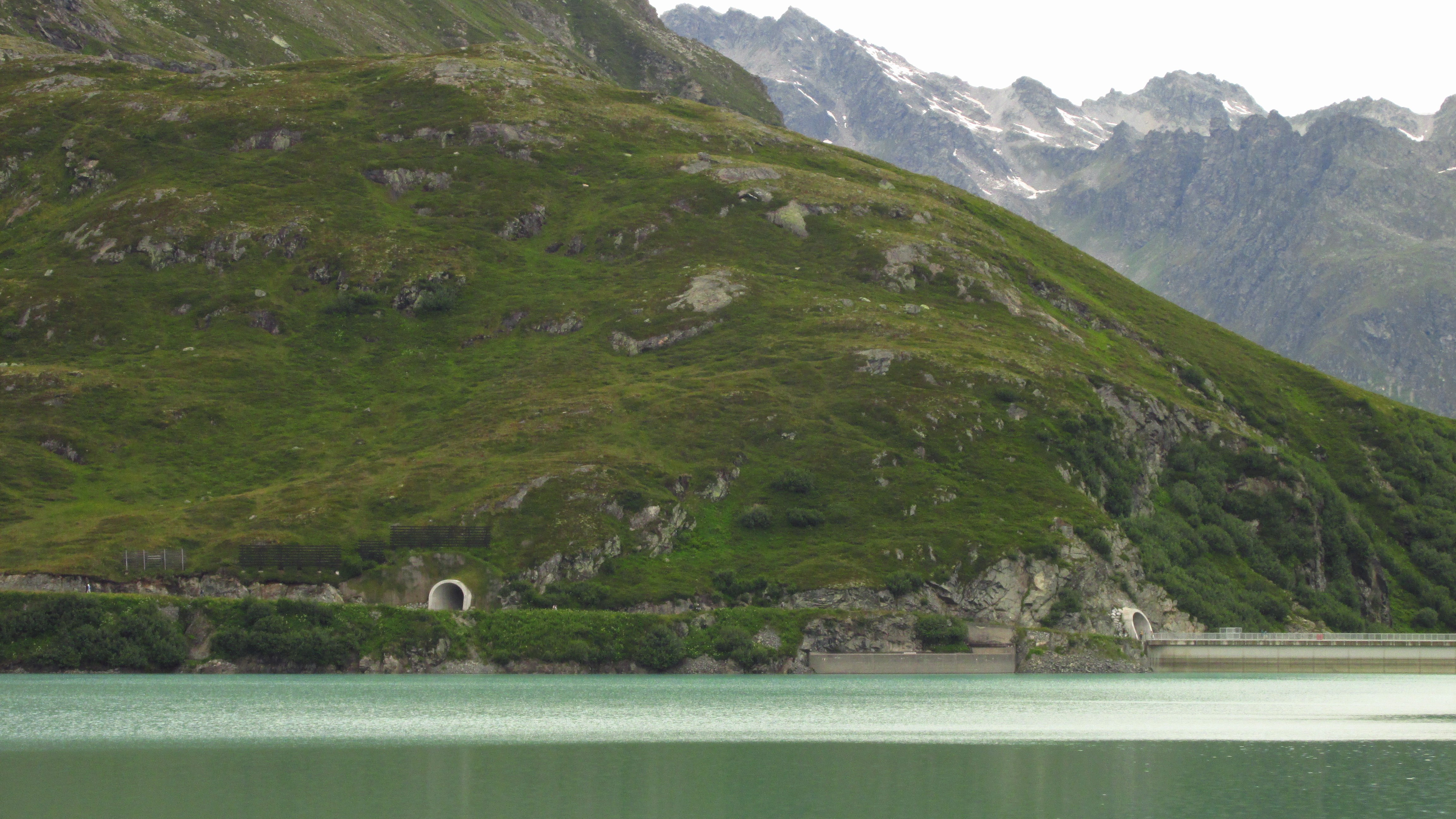
Blick vom Bielerdamm auf den 2017 gebohrten Tunnel südlich der Staumauern.
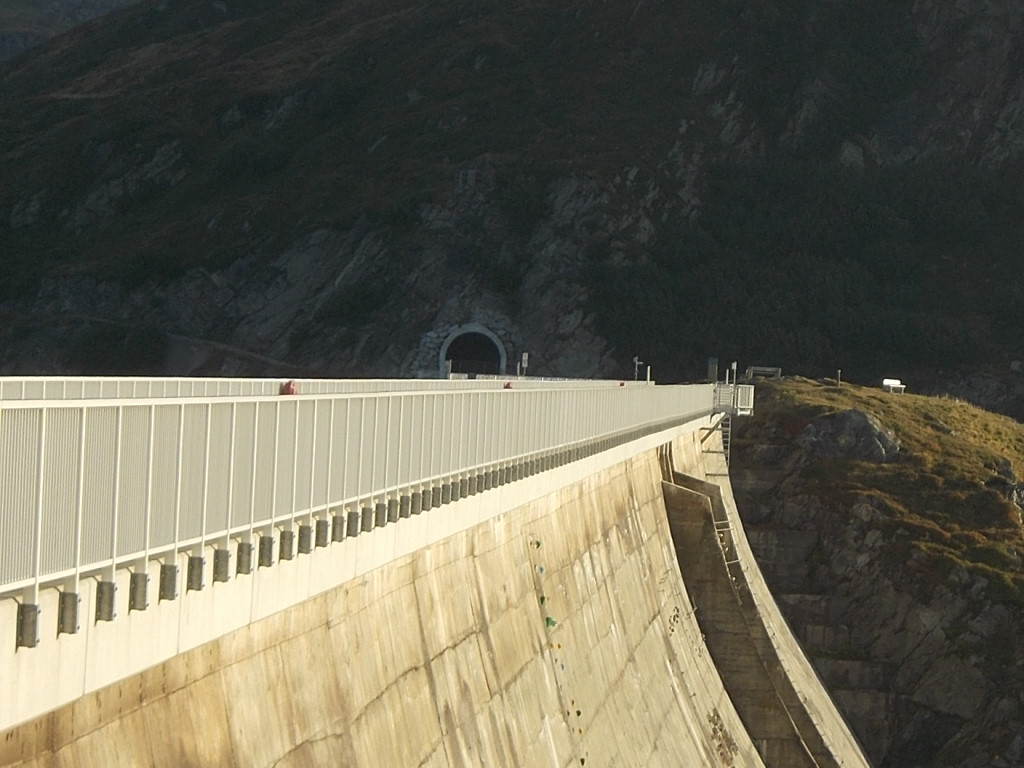
Der Tunnel von 2017 durchquert die Ausläufer der Lobspitzen. Im Vordergrund die Griffe einer Kletterroute an der Hauptstaumauer.
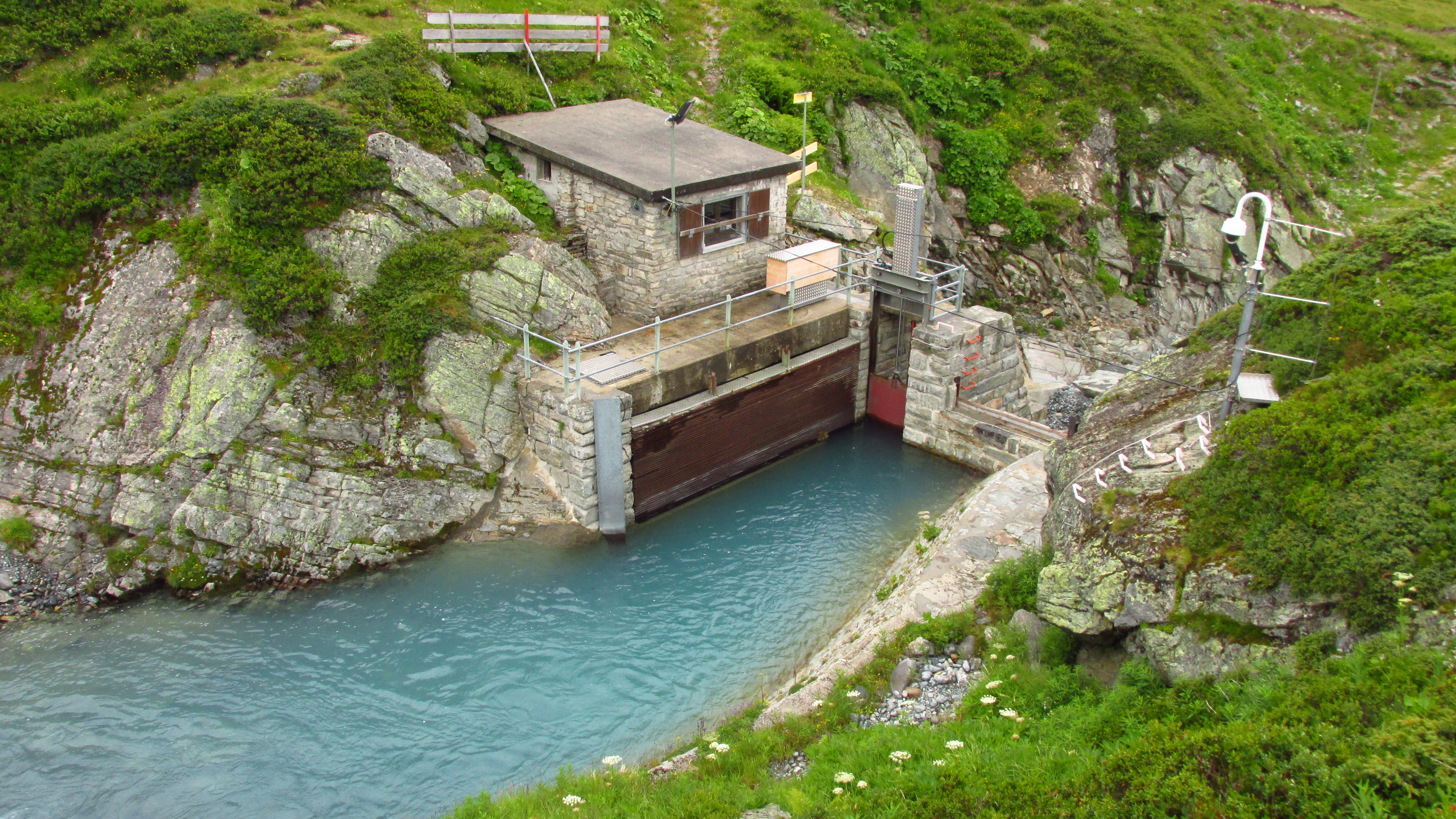
Die Fassung des Bieltalbaches vergrößert das Einzugsgebiet des Stausees um 10 km²
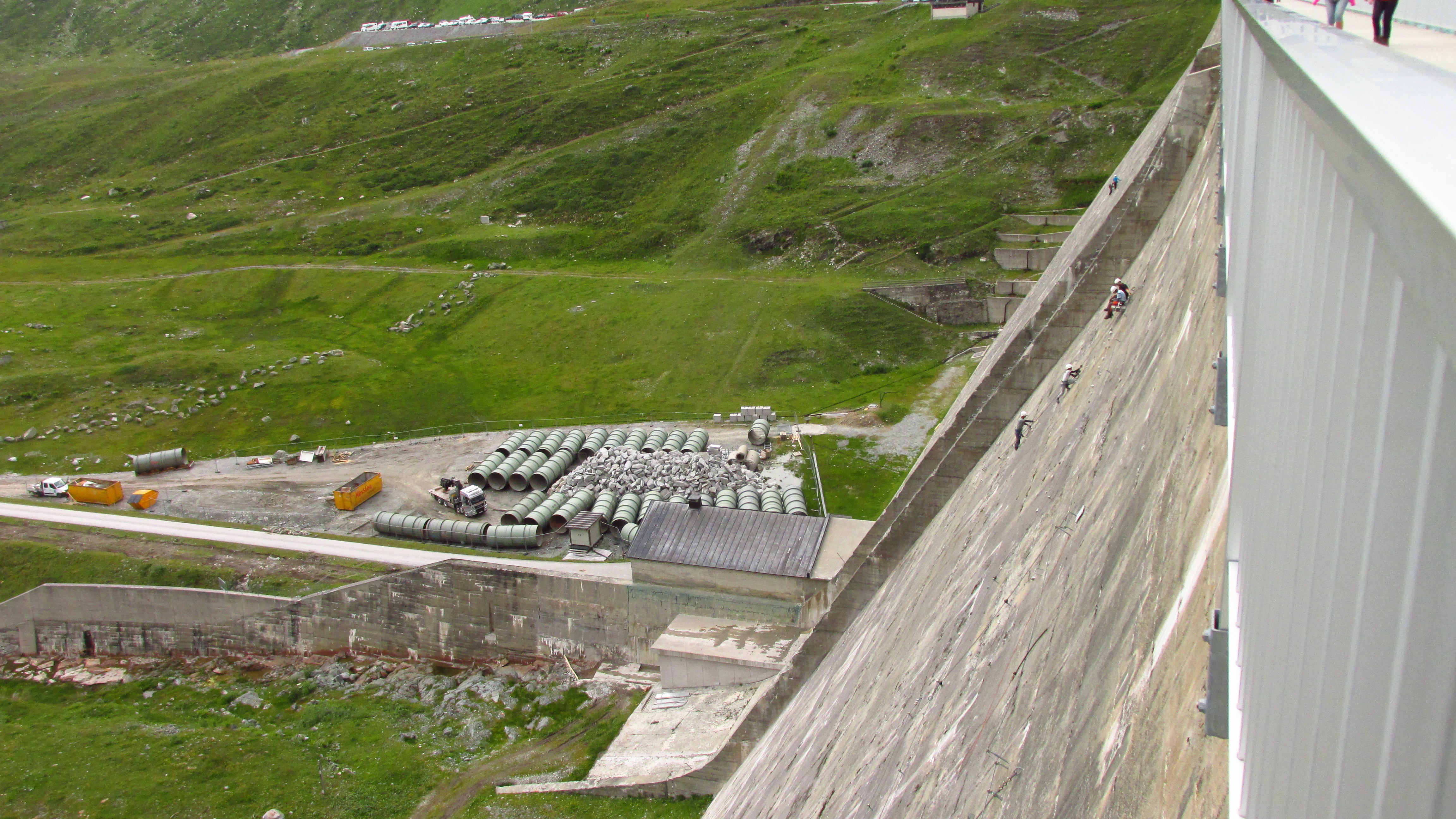
Klettersteige an der Hauptstaumauer und Demontage der ausgedienten Druckrohrleitung zum Obervermuntwerk I